# 유태명
유태명(劉泰明, 1943년 10월 7일 ~ , 전라남도 강진군)은 대한민국의 정치인이다. 제21·22·23대 광주광역시 동구청장을 지냈다.

## 학력
- 원광대학교 법학과 학사 졸업
- 5년제 한국방송통신대학교 행정학과 학사 졸업

### 비학위 수료
- 원광대학교 행정대학원 행정학 석사 졸업
- 조선대학교 정책대학원 자치행정학과 행정학 석사 졸업

## 경력
- 1992.06 ~ 1993.08 광주직할시 의회사무처 전문위원
- 1993.08 ~ 1995.03 광주직할시 상수도사업본부 관리, 총무, 업무부 부장
- 1995.03 ~ 1995.08 광주광역시 지역경제국 첨단기지담당관
- 1995.08 ~ 1996.07 광주광역시장 비서실 실장
- 1996.07 ~ 1996.11 광주광역시 기획관리실 기획관
- 1997.06 ~ 1998.09 광주광역시 시립미술관 사무국 국장
- 1998.09 ~ 2002.01 광주광역시 동구 부구청장
- 2002.07 ~ 2006.06 제21대 광주광역시 동구 구청장
- 2006.07 ~ 2010.06 제22대 광주광역시 동구 구청장
- 2009.03 ~ 조선대학교 정책대학원 행정학과 초빙객원교수
- 2010.07 ~ 2012.09 제23대 광주광역시 동구 구청장
- 2010.07 ~ 2012.09 전국구청장협의회 회장

## 수상
- 1977 국가사회발전유공 국무총리 표창
- 1998 광주비엔날레유공 홍조근정훈장
- 1998 대한민국 관광대상
- 2002 대통령 표창

## 역대 선거 결과
|  | 57.45% |

|  | 53.49% |

|  | 51.00% |